# Glomeropitcairnia
Glomeropitcairnia ist die einzige Gattung der Tribus Glomeropitcairnieae und gehört zur Unterfamilie der Tillandsioideae innerhalb der Pflanzenfamilie der Bromeliengewächse (Bromeliaceae). Es gibt nur zwei Arten in der Gattung Glomeropitcairnia.

## Beschreibung

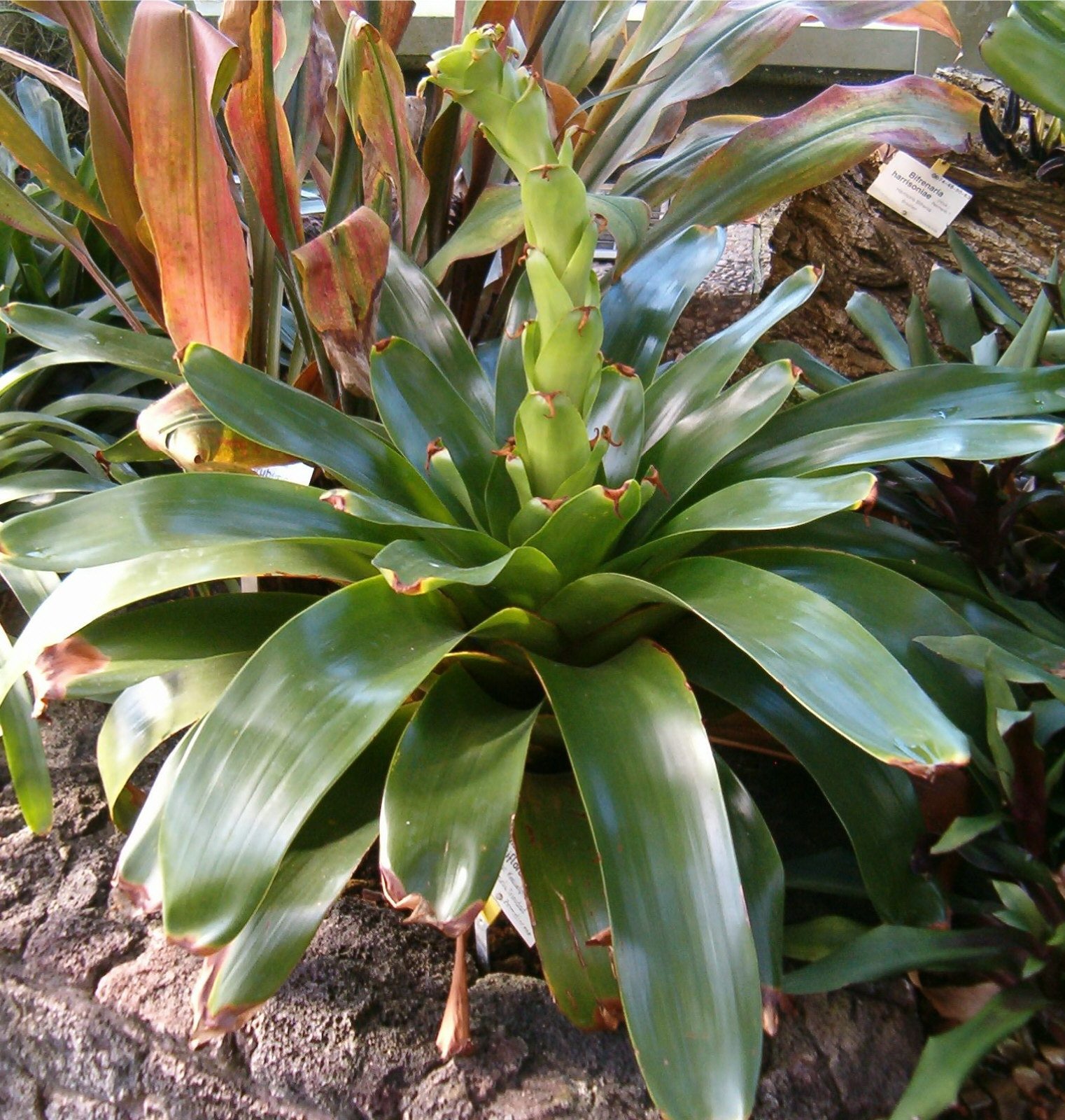
Habitus und knospiger Blütenstand von Glomeropitcairnia erectiflora

Die beiden Glomeropitcairnia-Arten sind ausdauernde krautige Pflanzen und wachsen meist als Epiphyten. Sie sehen Guzmania zahnii ähnlich. Sie erreichen Wuchshöhen von bis zu 2 Metern und Trichterdurchmesser von über 1 bis maximal 3,3 Meter. Es sind Trichterbromelien; ihre Sprossachse ist gestaucht und die Laubblätter stehen dicht in Rosetten zusammen. Die Blätter überdecken sich in der Weise, dass ein Trichter zum Sammeln von Wasser entsteht. Exemplare von Glomeropitcairnia penduliflora mit 3,3 Metern Durchmesser, die damit eine Fläche von etwa 8,5 m² bedecken und etwa 20 Liter Wasser enthalten, gehören zu den größten Trichterbromelien. Die parallelnervigen Laubblätter sind meist schwertförmig.
Die Blüten sind am lange haltbaren Blütenstand spiralig angeordnet. Die zwittrigen Blüten sind dreizählig. Es sind drei Kelchblätter vorhanden. Die drei freien Kronblätter besitzen innen an ihrer Basis zwei Schüppchen (Ligulae). Es sind zwei Kreise mit je drei fertilen Staubblättern vorhanden. Drei Fruchtblätter sind zu einem halbunterständigen Fruchtknoten verwachsen.
Es werden septizide (die Längstrennung erfolgt an den Verwachsungsnähten) Kapselfrüchte gebildet. Nur in dieser Gattung sind zwei annähernd gleich lange Haarkronen an beiden Enden des Samens vorhanden; sie dienen als „Fallschirme“ zur Samenverbreitung. Die Flughaare sind in der Kapselfrucht gerade und ungefaltet.

## Ökologie
Zwei Tierarten wurden bisher nur in den Blatttrichtern von Glomeropitcairnia erectiflora gefunden: der 50 bis 60 mm lange Skorpion der Familie Chactidae: Chactas raymondhandsi und der etwa 35 mm lange Laubfrosch: Phyllodytes auratus, er wurde bisher nur in einer Höhenlage von etwa 940 Meter auf dem Gipfel des Aripo auf Trinidad gefunden.

## Systematik und Verbreitung
Die beiden Glomeropitcairnia-Arten sind auf karibischen Inseln beheimatet.
Glomeropitcairnia ist die einzige Gattung des Tribus Glomeropitcairnieae in der Unterfamilie der Tillandsioideae.
1905 (im Bulletin de l’Herbier Boissier, Serie 2, 5, S. 232) wurde von ihrem Erstbeschreiber Carl Christian Mez die Untergattung Glomeropitcairnia Mez in C.DC. aus der Gattung Pitcairnia ausgegliedert und die Gattung Glomeropitcairnia aufgestellt. Der botanische Name leitet sich aus den lateinischen Wort glomus für Ball und dem Gattungsnamen Pitcairnia ab.
Es gibt nur zwei Glomeropitcairnia-Arten:
- Glomeropitcairnia erectiflora Mez: Die Heimat sind Trinidad (Halbinsel Paria) und vor der Küste des nordöstlichen Küste Venezuelas die Isla Margarita.
- Glomeropitcairnia penduliflora (Griseb.) Mez: Die Heimat sind die Kleinen Antillen: Montserrat, Guadeloupe, Dominica und Martinique.